# Brookhouse (Wales)
Brookhouse (walisisch Brwcws [Ausspracheⓘ]) ist ein Dorf in der Community Denbigh in der walisischen Principal Area Denbighshire.

## Geographie
Brookhouse liegt im Südosten der Community Denbigh, dem Hauptort des Denbighshire, an der A525 road am Ufer des Flusses Afon Ystrad. In Hinsicht auf die Wards liegt Brookhouse im Denbigh Lower Ward.

## Religion
In Brookhouse existieren zwei Kirchen: Im Nordteil des Dorfes die 1869 errichtete Brookhouse Welsh Calvinistic Methodist Chapel und im Westteil die 1832 erbaute Brookhouse Welsh Independent Chapel.

## Bauwerke
In Brookhouse ist die Getreidemühle Brookhouse Mill aus dem 17. Jahrhundert zu verorten, die heute ein Restaurant beherbergt. Die Mühle selbst war bis 1965 in Betrieb, wurde dann aber geschlossen. Nach einer Sanierung des Gebäudes zog jedoch ein Restaurant ein, das in der Region einen guten Ruf hat. Ebenso gibt es die Brookhouse Pottery, die in einem ursprünglich als Mälzerei genutzten Gebäude aus dem 19. Jahrhundert zu finden ist.
Das einzige in die Statutory List of Buildings of Special Architectural or Historic Interest aufgenommene Gebäude in Brookhouse ist das Gebäude der Brookhouse Farm, das größtenteils aus dem 18. Jahrhundert stammen dürfte.